# Osiapy
Osiapy (ros. Осяпы) – wieś (ros. деревня, trb. dieriewnia) w zachodniej Rosji, w osiedlu wiejskim Czistikowskoje rejonu rudniańskiego w obwodzie smoleńskim.

## Geografia
Miejscowość położona jest nad Bierieziną, 15 km od granicy z Białorusią, 10 km od najbliższego przystanku kolejowego (Płoskaja), 11 km od drogi federalnej R120 (Orzeł – Briańsk – Smoleńsk – granica z Białorusią), 12 km od drogi magistralnej M1 «Białoruś», 1 km od drogi regionalnej 66K-31 (R120 / Płoskoje – Priwolje – Ordowka – Komissarowo / M1), 15,5 km od centrum administracyjnego osiedla wiejskiego (Czistik), 16,5 km od centrum administracyjnego rejonu (Rudnia), 56 km od Smoleńska.
W granicach miejscowości znajduje się ulica Lesnaja (3 posesje).

## Demografia
W 2010 r. miejscowość zamieszkiwała 1 osoba.

## Historia
W czasie II wojny światowej od lipca 1941 roku wieś była okupowana przez hitlerowców. Wyzwolenie nastąpiło w październiku 1943 roku.
Uchwałą z dnia 20 grudnia 2018 roku w skład jednostki administracyjnej Czistikowskoje weszły wszystkie miejscowości (w tym Osiapy) osiedla wiejskiego Smoligowskoje.